# Антониевич, Ана
Ана Антониевич (серб. Ana Antonijević, родилась 26 августа 1987 в Ужице) — сербская волейболистка, связующая французской команды «Канны» и сборной Сербии. Чемпионка Европы 2011 года, дважды серебряный призёр Универсиад, победительница Евролиги 2011.

## Клубы
- 2001—2007: / Единство (Ужице)
- 2007—2008:  Волеро (Цюриз)
- 2008—2009:  Постар 064 (Белград)
- 2009—н. в.:  Канны

## Достижения

### Клубные
- Чемпионка Сербии: 2009
- Победительница Кубка Сербии: 2003 (СиЧ), 2009
- Чемпионка Швейцарии: 2008
- Победительница Кубка Швейцарии: 2008
- Чемпионка Франции: 2010, 2011, 2012, 2013
- Победительница Кубка Франции: 2010, 2011, 2012, 2013
- Серебряный призёр Финала четырёх Лиги чемпионов: 2012
- Бронзовый призёр Финала четырёх Лиги чемпионов: 2010

### В сборной
- Серебряный призёр молодёжного чемпионата мира: 2005
- Серебряный призёр молодёжного чемпионата Европы: 2004
- Чемпионка Европы: 2011
- Чемпионка Евролиги: 2011
- Бронзовый призёр Мирового Гран-При: 2011
- Серебряный призёр Универсиады: 2007, 2009

### Индивидуальные
- Лучшая связующая на мемориале Агаты Мруз-Ольшевской: 2010